# پوئنته د خنابه
پوئِنتِه دِ خِنابِه (به اسپانیایی: Puente de Génave) یکی از دهستان‌های استان خائن در کشور اسپانیا است. این شهر با مساحت ۳۸ کیلومتر مربع، ۲۳۰۵ تن جمعیت دارد.